# Insat-3A
Insat-3A ist ein indischer Mehrzweck-Satellit, der zur Telekommunikation und Fernsehübertragung eingesetzt wird sowie als Wettersatellit und für Such- und Rettungsaktionen dient. Es war von der Insat-3-Serie der ISRO der dritte gestartete Satellit.
Zur meteorologischen Beobachtung besitzt Insat-3A ein hochauflösendes Drei-Kanal-Radiometer sowie eine CCD-Kamera mit einer Auflösung von einem Kilometer.

## Start
Der Start des Satelliten erfolgte am 9. April 2003 mit einer Ariane 5-Trägerrakete vom Centre Spatial Guyanais.

## Empfang
Der Satellit ist mit insgesamt 25 Transpondern ausgerüstet, wovon 18 im C-Band und erweiterten C-Band und sechs im Ku-Band übertragen. Ein weiterer Transponder ist für die Satelliten unterstützte Such- und Rettungsaktionen reserviert und Teil des internationalen COSPAS-SARSAT Systems. Insat-3A deckt hauptsächlich den indischen Subkontinent sowie teilweise den asiatischen Raum im Umkreis des Indischen Ozeans ab.